# Patti Austin
Patti Austin (Harlem, 10 agosto 1950) è una cantante statunitense di genere pop, jazz e R&B.
È stata numero uno negli Stati Uniti nel 1981 con la canzone Baby, Come to Me, interpretata in duo con James Ingram e prodotta da Quincy Jones. Nel 2008, dopo nove nomination, ha ottenuto il suo primo Grammy Award.

## Discografia

### Album in studio
- 1976 - End of a Rainbow
- 1977 - Havana Candy
- 1980 - Body Language
- 1981 - Every Home Should Have One
- 1984 - Patti Austin
- 1985 - Gettin' Away with Murder
- 1988 - The Real Me
- 1990 - Love Is Gonna Getcha
- 1991 - Carry On
- 1994 - That Secret Place
- 1996 - Jukebox Dreams (solo in Giappone)
- 1998 - In & Out of Love
- 1999 - Street of Dreams
- 2001 - On the Way to Love
- 2002 - For Ella
- 2003 - "Papillon" featuring Patti Austin and Frances Yip
- 2007 - Avant Gershwin
- 2011 - Sound Advice
- 2016 - Mighty Musical Fairy Tales

### Live
- 1979 - Live at the Bottom Line
- 1992 - Live
- 2017 - Ella and Louis